# Jurij Mazurok
Jurij Antonowicz Mazurok, ros. Юрий Антонович Мазурок (ur. 18 lipca 1931 w Kraśniku, zm. 1 kwietnia 2006 w Moskwie) – rosyjski śpiewak operowy, baryton.

## Życiorys
Ukończył Politechnikę Lwowską i początkowo był pracownikiem laboratorium chemicznego. Podczas jednego ze służbowych wyjazdów do Moskwy zgłosił się na przesłuchanie do Konserwatorium Moskiewskiego i został przyjęty na studia. Jeszcze w trakcie studiów zdobył nagrody na konkursach śpiewaczych w Pradze (1960) i Bukareszcie (1961). W 1963 roku został przyjęty do zespołu moskiewskiego Teatru Bolszoj, gdzie debiutował partią tytułową w Eugeniuszu Onieginie Piotra Czajkowskiego. W 1967 roku został zwycięzcą konkursu śpiewaczego w Montrealu. Występował na czołowych scenach europejskich. W 1975 roku rolą Renata w Balu maskowym debiutował w Covent Garden Theatre w Londynie. W 1977 roku wystąpił po raz pierwszy w Stanach Zjednoczonych, kreując rolę Renata w operze w San Francisco, rok później w partii Germonta w Traviacie debiutował w nowojorskiej Metropolitan Opera. W 1979 roku wystąpił w Operze Wiedeńskiej jako Escamillo w przedstawieniu Carmen w reżyserii Franco Zeffirellego.
Zasłynął przede wszystkim jako odtwórca głównej roli w Eugeniuszu Onieginie, ponadto wykonywał partie m.in. Księcia Andrzeja w Wojnie i pokoju, Figara w Cyruliku sewilskim, Germonta w Traviacie i Rodriga w Don Carlosie. Występował także z repertuarem pieśniarskim.
Otrzymał tytuł Ludowego Artysty ZSRR (1976).